# باهاما در المپیک تابستانی ۲۰۲۴
کاروان المپیکی باهاما، یکی از کاروان‌های شرکت‌کننده در بازی‌های المپیک تابستانی ۲۰۲۴ بود. این دوره از بازی‌ها از ۲۶ ژوئیه تا ۱۱ اوت ۲۰۲۴ (۵ تا ۲۱ امرداد ۱۴۰۳ خورشیدی) به میزبانی پاریس، پایتخت فرانسه برگزار شد. این حضور، هجدهمین حضور این کاروان در ادوار المپیک بود. باهامایی‌ها پس از نخستین حضور در المپیک ۱۹۵۲، تنها در المپیک ۱۹۸۰ در پی حمایت از تحریم المپیک به رهبری ایالات متحده شرکت نکردند.
برای نخستین بار از المپیک ۱۹۸۸، باهامایی‌ها در کسب مدال ناکام ماندند. بهترین رتبه‌ی این کاروان را دوینه چارلتون در بخش دوی صد متر بامانع کسب کرد که به رتبه ششم نائل آمد.

## شرکت‌کنندگان
ورزشکاران این کاروان در دو ورزش زیر به رقابت پرداختند.
| ورزش        | مردان | زنان | مجموع |
| ----------- | ----- | ---- | ----- |
| دو و میدانی | ۹     | ۷    | ۱۶    |
| شنا         | ۱     | ۱    | ۲     |
| مجموع       | ۱۰    | ۸    | ۱۸    |